# Apennin-Windröschen
Das Apennin-Windröschen (Anemone apennina) ist eine Pflanzenart aus der Gattung Windröschen (Anemone) in der Familie der Hahnenfußgewächse (Ranunculaceae).

## Merkmale
Das Apenninen-Windröschen ist wie alle Vertreter der Gattung ein ausdauernder Geophyt. Die Art erreicht Wuchshöhen von fünf bis 30 Zentimeter.
Die beblätterten Blütenstiele besitzen vorwärts gerichtete, fast angedrückte Haare. Sie besitzen am obersten Knoten ziemlich weit unterhalb der Blüte drei bis vier manchmal verwachsene quirlständige Blätter. Diese sind beidseits spärlich und fast angedrückt behaart. Die übrigen Laubblätter sind grundständig und ähneln den Stängelblättern.
Von März bis Mai erscheinen die radiärsymmetrischen Blüten. Bei der Varietät apennina sind sie blassblau, bei der Varietät albiflora Strobl weiß.
Die acht bis 14 Blütenhüllblätter sind außen behaart, die Staubblätter sind blassgelb oder weiß. Die Bestäubung erfolgt durch Insekten oder Selbstbestäubung.
Die Stiele der Sammelfrucht stehen nach der Blüte aufrecht, im Gegensatz zur sehr ähnlichen Anemone blanda
Als Einzelfrüchte werden einsamige Nüsschen gebildet.
Die Chromosomenzahl beträgt 2n = 14.

## Verbreitung
Das natürliche Areal des Apennin-Windröschens liegt in Italien, Sizilien, Korsika, Albanien, den Ländern des ehemaligen Jugoslawien. In etlichen mitteleuropäischen Ländern, auch Deutschland, ist die Art aus Gärten verwildert.

## Belege
- Siegmund Seybold (Hrsg.): Schmeil-Fitschen interaktiv (CD-Rom), Quelle & Meyer, Wiebelsheim 2001/2002, ISBN 3-494-01327-6